# BRIT Awards 2003
La XXIII edizione dei BRIT Awards si tenne nel 2003 presso il Earls Court. Lo show venne condotto da Davina McCall.

## Vincitori
- Miglior album britannico: Coldplay – "A Rush of Blood to the Head"
- Rivelazione britannica: Will Young
- British dance act: Sugababes
- Cantante femminile britannica: Ms Dynamite
- Gruppo britannico: Coldplay
- Cantante maschile britannico: Robbie Williams
- Singolo britannico: Liberty X – Just a Little
- British urban act Ms Dynamite
- Album internazionale: Eminem - The Eminem Show
- Rivelazione internazionale: Norah Jones
- International female: Pink (cantante)
- Gruppo internazionale: Red Hot Chili Peppers
- International male: Eminem
- Outstanding contribution: Tom Jones
- Pop act: Blue